# Golpe de Estado en Gabón de 2023
El golpe de Estado en Gabón de 2023  tuvo lugar en Gabón el 30 de agosto de 2023. En medio de un contexto de resultados electorales cuestionados y tensión política, el país experimentó un golpe militar que derrocó al presidente reelecto, Ali Bongo Ondimba, cuya victoria en las recientes elecciones celebradas el 26 de agosto había sido anunciada minutos antes del putsch.

## Trasfondo
Las elecciones presidenciales celebradas el 26 de agosto de 2023 marcaron un momento crucial en la política gabonesa. El presidente en ejercicio, Ali Bongo Ondimba, que buscaba la reelección, fue declarado ganador según el anuncio oficial realizado el 29 de agosto. A pesar de ello, inmediatamente surgieron acusaciones de fraude electoral e irregularidades por parte de los partidos de la oposición y observadores independientes, arrojando una sombra de duda sobre la legitimidad de los resultados electorales. Albert Ondo Ossa, quien quedó segundo en las elecciones, denunció irregularidades electorales.

## El golpe
En medio de una creciente tensión y las protestas generalizadas por la celebración de las elecciones, las Fuerzas Armadas de Gabón lanzaron un golpe de Estado antes del amanecer del 30 de agosto. Los soldados liderados por oficiales de alto rango tomaron el control de edificios gubernamentales clave, canales de comunicación y puntos estratégicos dentro de la capital, Libreville.
El golpe ocurrió pocos minutos después de que la reelección de Bongo fuera declarada a las 3:30 a. m. (hora local) por la Comisión Electoral Gabonesa con el 64,27 % de los votos. Durante un discurso matutino televisado desde el Palacio Presidencial en Libreville en el canal estatal Gabón 24, alrededor de una docena de militares anunciaron el fin del régimen existente, con un portavoz militar afirmando estar hablando en nombre de un "Comité para la Transición y Restauración de las Instituciones", citando una "gobernanza irresponsable e impredecible" que había llevado a "una degradación continua de la cohesión social, arriesgando a empujar al país al caos". Entre los oficiales vistos durante el anuncio habían coroneles del ejército y miembros de la Guardia Republicana. Anunciaron la anulación de las recientes elecciones realizadas el 26 de agosto, la disolución de las instituciones estatales, y el cierre de las fronteras del país, que fueron reabiertas el 2 de septiembre. Se informó que se había restablecido el acceso a Internet, que se había cortado desde las elecciones, mientras que el toque de queda establecido en el momento de las elecciones se extendió hasta nuevo aviso.  pero más tarde se acortó a la noche.

### Detenciones de Ali Bongo y otros funcionarios
Más tarde, la junta anunció el arresto y la detención domiciliaria de Bongo y su hijo mayor y asesor, Noureddin Bongo Valentin, y agregó que los dos estaban con familiares y médicos. Sin embargo, los abogados de la esposa de Ali Bongo, Sylvia Valentín, afirmaron más tarde que Nouredin estaba detenido en un lugar no revelado. Se informó que la propia Valentín estaba bajo arresto domiciliario. El presidente de la Asamblea Nacional, Richard Auguste Onouviet, también fue arrestado por la junta, junto con el jefe de gabinete presidencial Ian Ghislain Ngoulou, su adjunto Mohamed Ali Saliou, la portavoz presidencial Jessye Ella Ekogha , otro asesor presidencial y los dos altos funcionarios del Partido Democrático Gabonés. La junta dijo que fueron arrestados por cargos que incluían traición, malversación de fondos, corrupción, falsificación de la firma del presidente y tráfico de drogas. Según los informes, baúles, maletas y bolsas llenas de miles de millones de francos CFA de África Central fueron incautados de sus hogares, y Ngoulou afirmó que parte del dinero era parte del fondo electoral de Bongo.
A pesar de su detención, Bongo publicó un video en las redes sociales en el que parecía angustiado mientras pedía ayuda en inglés, alegando que estaba detenido separado de su familia mientras pedía a sus amigos y simpatizantes tanto en Gabón como en todo el mundo que "alcen la voz" y "hagan ruido" en respuesta al golpe. Tras su apelación, el CEO de una empresa de comunicaciones que ayudó a Bongo durante las elecciones dijo que los militares confiscaron los teléfonos de quienes estaban con Bongo.

### Proclamación de Brice Oligui como presidente interino
El general de brigada Brice Oligui, comandante de la Guardia Republicana, fue instalado más tarde como presidente interino por la junta militar, y fue visto sobre los hombros de jubiloso personal del ejército llamándolo el "presidente". En una entrevista con Le Monde, se refirió a Bongo como "retirado", y dijo que los militares habían organizado el golpe debido al descontento que había estado creciendo en el país desde el derrame cerebral de Bongo en 2018, su decisión de postularse para un tercer mandato, el desprecio de la constitución del país y la conducción de las elecciones. Oligui prometió que la disolución de las instituciones estatales sería sólo temporal, a la espera de su reconfiguración en otras más democráticas. También dijo que los militares se moverían "rápida pero seguramente" para evitar elecciones que "repitan los mismos errores" al mantener a las mismas personas en el poder.

## Consecuencias

### Formación de un nuevo gobierno
El nombramiento de Oligui como presidente interino fue confirmado por otros generales, y fue juramentado formalmente como "presidente de transición" en una ceremonia en el Palacio Presidencial el 4 de septiembre. En su discurso inaugural, se comprometió a celebrar elecciones "libres y transparentes", pero no dio una fecha exacta de cuándo, y expresó su sorpresa por las críticas internacionales al golpe. También propuso una nueva legislación electoral, un nuevo código penal, un referéndum sobre una nueva constitución y la liberación de todos los presos políticos. Entre los asistentes que llegaron se encontraban exministros del régimen de Bongo, que fueron abucheados por una multitud civil que apoyaba a la junta.
El 7 de septiembre, Oligui volvió a nombrar a Raymond Ndong Sima, que anteriormente fue primer ministro bajo Ali Bongo antes de unirse a la oposición, para encabezar un gobierno de transición integrado por personalidades de todos los lados del espectro político. En una entrevista de la BBC, Ndong Sima dijo que esperaba que las elecciones se celebraran dentro de dos años y descartó llevar a Bongo a juicio por corrupción. El 9 de septiembre, anunció la composición final de su gabinete, que incluía tanto a críticos como a figuras asociadas con el régimen de Bongo, oficiales militares y miembros de la sociedad civil, pero excluía a los miembros de la coalición Alternancia 2023 que presentó a Albert Ondo Ossa en las elecciones presidenciales anuladas.
El 11 de septiembre, Oligui nombró a la política opositora Paulette Missambo para encabezar un Senado de transición. Al mismo tiempo, nombró a Jean-François Ndongou, exministro de Omar y Ali Bongo, para encabezar la Asamblea Nacional de transición.

### Liberación de Bongo
El 6 de septiembre, la junta anunció que Oligui había autorizado la liberación de Ali Bongo por motivos médicos, diciendo que era libre de abandonar el país para recibir tratamiento. Tras su liberación, Bongo se mudó a su residencia privada en Libreville.